# Baby Tate
Baby Tate (precedentemente Yung Baby Tate), pseudonimo di Tate Sequoya Farris (Atlanta, Georgia, 13 maggio 1996), è una rapper e cantautrice statunitense.
Figlia dei cantanti Dionne Farris, nota negli anni novanta, e David Ryan Harris, ha debuttato nel 2015 con il progetto discografico ROYGBIV, raggiungendo la notorietà presso il pubblico attraverso il duetto con Flo Milli nel brano I Am, pubblicato nel 2020.
Dal 2015 in poi ha pubblicato diversi EP e il suo album di debutto Girls, uscito il 5 febbraio 2019. Tra i diversi singoli tratti dalle prime pubblicazioni, il brano Hey, Mickey!, ampiamente basato sul brano del 1982 di Toni Basil Mickey, riscuote consenso su scala internazionale nel 2023.

## Discografia

### Album in studio
- 2019 – Girls

### EP
- 2015 – ROYGBIV
- 2016 – Xmas
- 2018 – Cuddy Buddy
- 2018 – Boys
- 2018 – Summer Love
- 2020 – After the Rain

### Mixtape
- 2022 – Mani/Pedi

### Singoli
- 2016 – B.B.L.U.
- 2016 – Hey, Mickey!
- 2017 – Bob
- 2017 – Been in My Bag
- 2018 – Pretty Girl (da solista o feat. Killumantii e Mulatto)
- 2018 – Back Up
- 2018 – Too Long
- 2018 – That Girl
- 2019 – Hallelujah
- 2019 – Camp
- 2020 – Don't Want It
- 2020 – He Wanna (feat. B.K. Habermehl)
- 2020 – Damn Daniel (feat. Bree Runway)
- 2020 – B.O.M.B.S
- 2020 – Hey Ladies
- 2020 – Rainbow Cadillac
- 2021 – I Am (feat. Flo Milli)
- 2021 – Kim (feat. Tkay Maidza)
- 2021 – Dirty Girl (feat. Siena Liggins)
- 2021 – Eenie Meenie
- 2021 – Ooo That's My Type (feat. Marian Hill)
- 2021 – Poof Be Gone (feat. KyleYouMadeThat, Yvette e Cheerlebridee)
- 2021 – Pedi
- 2022 – What's Love
- 2022 – Sl*t Him Out (da solista o feat. Kali)
- 2022 – Dancing Queen
- 2022 – Yasss Queen
- 2022 – Ain't No Love (feat. 2 Chainz)

### Collaborazioni
- 2016 – Rainfall (Flwr Child feat. Yung Baby Tate)
- 2018 – Tang 'Em Up (Miracle Whip feat. Yung Baby Tate)
- 2018 – Georgia Peach (S'bortè feat. Yung Baby Tate)
- 2019 – Stupid (Ashnikko feat. Yung Baby Tate)
- 2020 – Don't Waste My Time (Handsome Habibi feat. Yung Baby Tate)
- 2020 – So Messed Up (remix) (La Lana feat. Yung Baby Tate)
- 2020 – Love Thing (Malia Civetz feat. Yung Baby Tate)
- 2020 – Feel It (Georgia feat. Yung Baby Tate)
- 2022 – Surround Sound (J.I.D & 21 Savage feat. Baby Tate)
- 2022 – Want Not a Need (Kidd Kenn feat. Baby Tate)